# Олја Спечоса (Каљари)
Олја Спечоса је насеље у Италији у округу Каљари, региону Сардинија.
Према процени из 2011. у насељу је живело 340 становника. Насеље се налази на надморској висини од 62 м.